# Saint-Polycarpe (Aude)
Pour les articles homonymes, voir Saint-Polycarpe.
Saint-Polycarpe  (Sant Policarpi en occitan) est une commune française, située dans l'ouest du département de l'Aude en région Occitanie.
Sur le plan historique et culturel, la commune fait partie du massif des Corbières, un chaos calcaire formant la transition entre le Massif central et les Pyrénées. Exposée à un climat océanique altéré, elle est drainée par le ruisseau de Saint-Polycarpe, le ruisseau de Lavalette et par divers autres petits cours d'eau. La commune possède un patrimoine naturel remarquable : un site Natura 2000 (les « hautes Corbières ») et deux zones naturelles d'intérêt écologique, faunistique et floristique.
Saint-Polycarpe est une commune rurale qui compte 160 habitants en 2022, après avoir connu un pic de population de 376 habitants en 1846. Elle fait partie de l'aire d'attraction de Limoux. Ses habitants sont appelés les Saint-Polycarpiens et ses habitantes les Saint-Polycarpiennes.
Le patrimoine architectural de la commune comprend deux  immeubles protégés au titre des monuments historiques : l'Abbatiale Saint-Polycarpe, classée en 1913, et l'abbaye de Saint-Polycarpe, inscrite en 1990.

## Géographie
Commune de l'aire urbaine de Limoux située sur le ruisseau de Saint-Polycarpe affluent de l'Aude à 7 km de Limoux, à 8 km de Saint-Hilaire, à 24 km de Carcassonne, à 31 km de Mouthoumet et à 42 km de Lagrasse. 
Saint-Polycarpe est située sur la Méridienne verte, le méridien de Paris.

### Communes limitrophes
Les communes limitrophes sont  Belcastel-et-Buc, Limoux, Terroles, Villar-Saint-Anselme, Villebazy et Véraza.
|        | Villar-Saint-Anselme | Villebazy                               |
| Limoux | Saint-Polycarpe      | Belcastel-et-Buc                        |
|        | Véraza               | Missègre (par un quadripoint), Terroles |

### Hydrographie
La commune est dans la région hydrographique « Côtiers méditerranéens », au sein du bassin hydrographique Rhône-Méditerranée-Corse. Elle est drainée par le ruisseau de Saint-Polycarpe, le ruisseau de Lavalette, le ruisseau d'Arce, le ruisseau de Labadou, le ruisseau de Lambert, le ruisseau de la Seille, le ruisseau de May, le ruisseau de Piquestèle, le ruisseau de Puy Merle, le ruisseau des Tournails et le ruisseau du Prat de Namat, qui constituent un réseau hydrographique de 20 km de longueur totale,.
Le ruisseau de Saint-Polycarpe, d'une longueur totale de 12,6 km, prend sa source dans la commune de Belcastel-et-Buc et s'écoule d'est en ouest. Il traverse la commune et se jette dans l'Aude à Limoux, après avoir traversé 3 communes.

### Climat
Pour des articles plus généraux, voir Climat de l'Occitanie et Climat de l'Aude.
En 2010, le climat de la commune est de type climat océanique altéré, selon une étude s'appuyant sur une série de données couvrant la période 1971-2000. En 2020, Météo-France publie une typologie des climats de la France métropolitaine dans laquelle la commune est dans une zone de transition entre le climat océanique altéré et le climat de montagne ou de marges de montagne et est dans la région climatique Pyrénées orientales, caractérisée par une faible pluviométrie, un très bon ensoleillement (2 600 h/an), un air sec, particulièrement en hiver et peu de brouillards.
Pour la période 1971-2000, la température annuelle moyenne est de 13,3 °C, avec  une amplitude thermique annuelle de 15,4 °C. Le cumul annuel moyen de précipitations est de 810 mm, avec 10,1 jours de précipitations en janvier et 4,9 jours en juillet. Pour la période 1991-2020 la température moyenne annuelle observée sur la station météorologique la plus proche, située sur la commune de Limoux à 6 km à vol d'oiseau, est de 13,6 °C et le cumul annuel moyen de précipitations est de 666,0 mm,. Pour l'avenir, les paramètres climatiques de la commune estimés pour 2050 selon différents scénarios d’émission de gaz à effet de serre sont consultables sur un site dédié publié par Météo-France en novembre 2022.

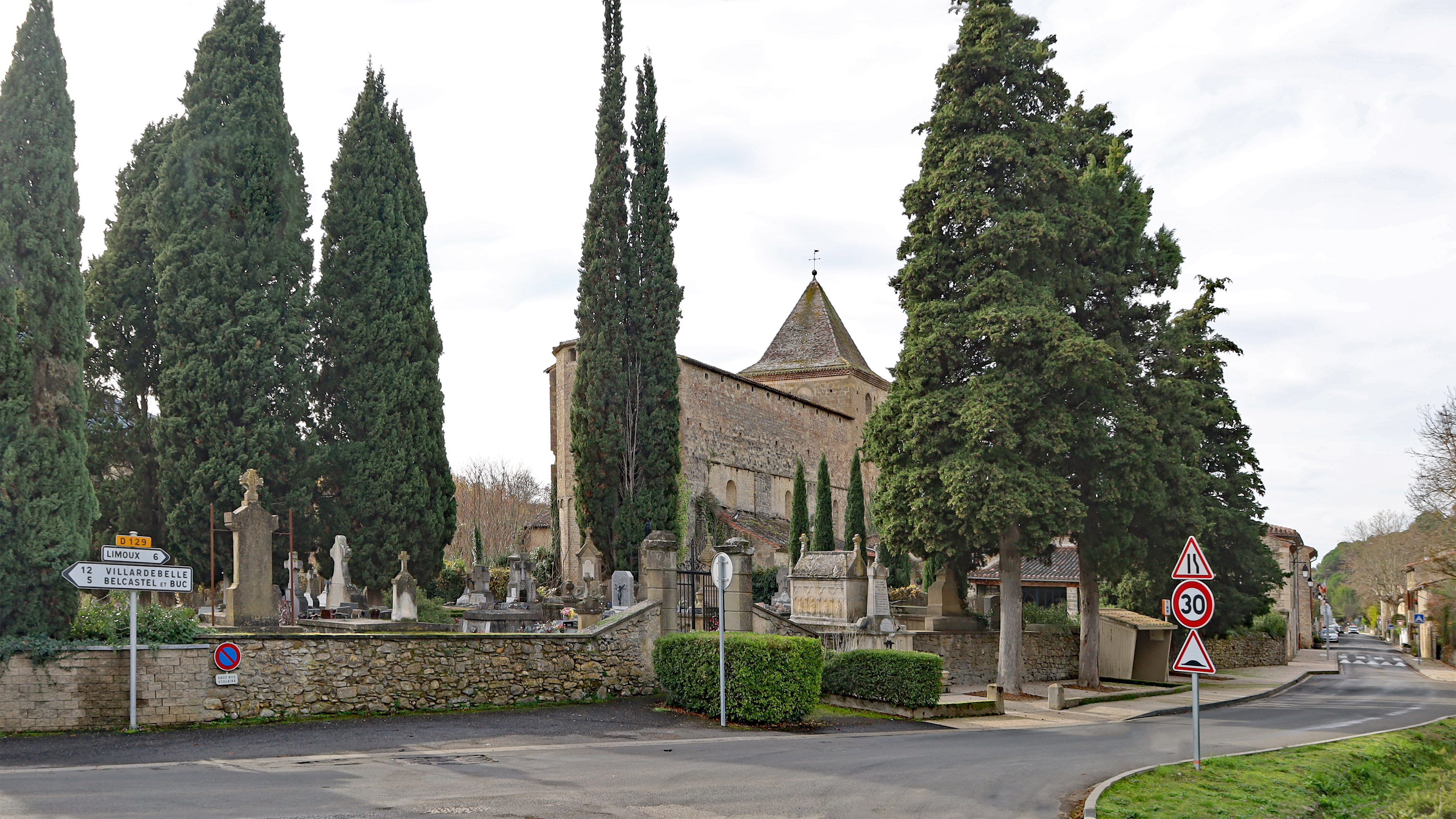
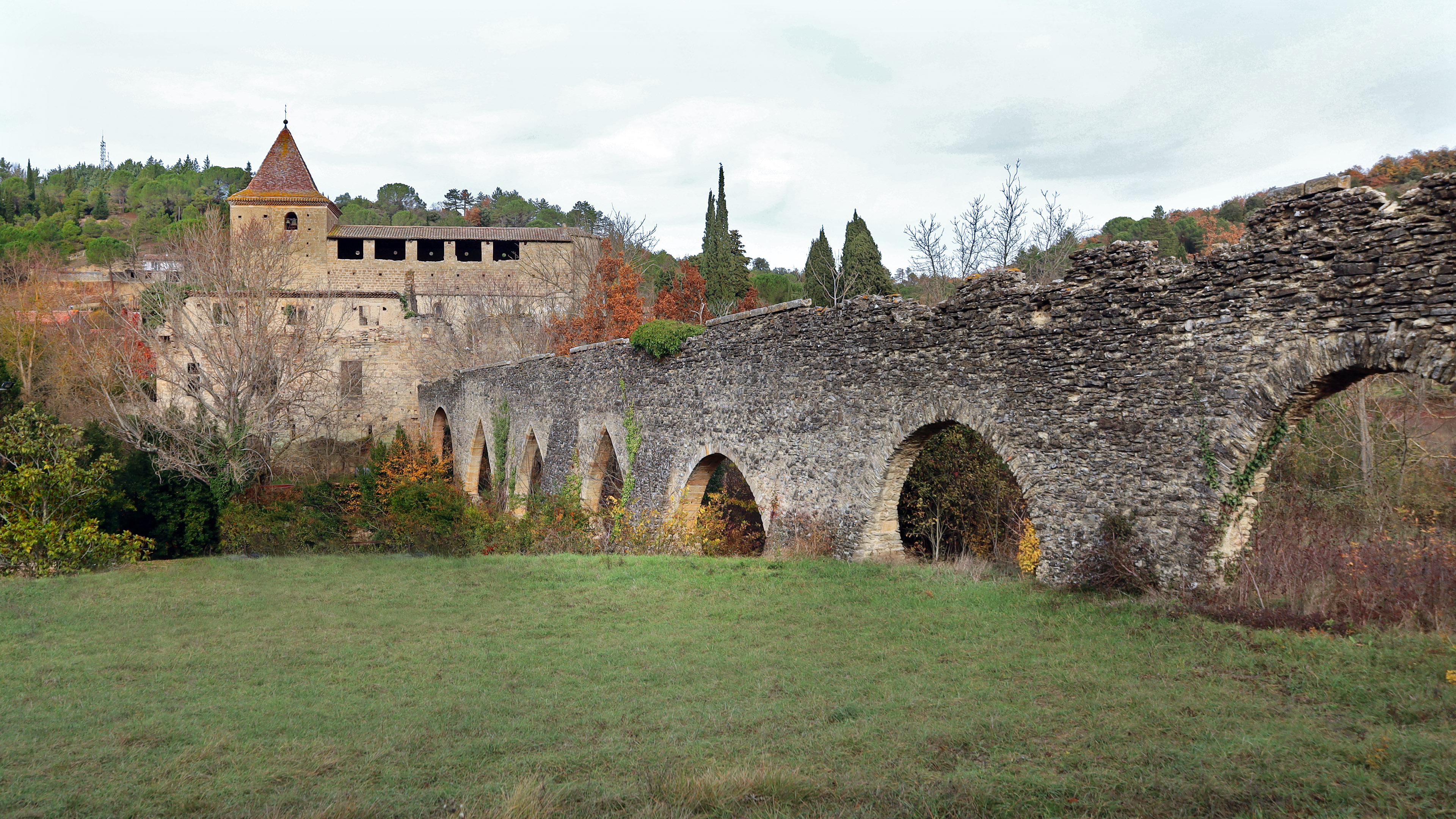
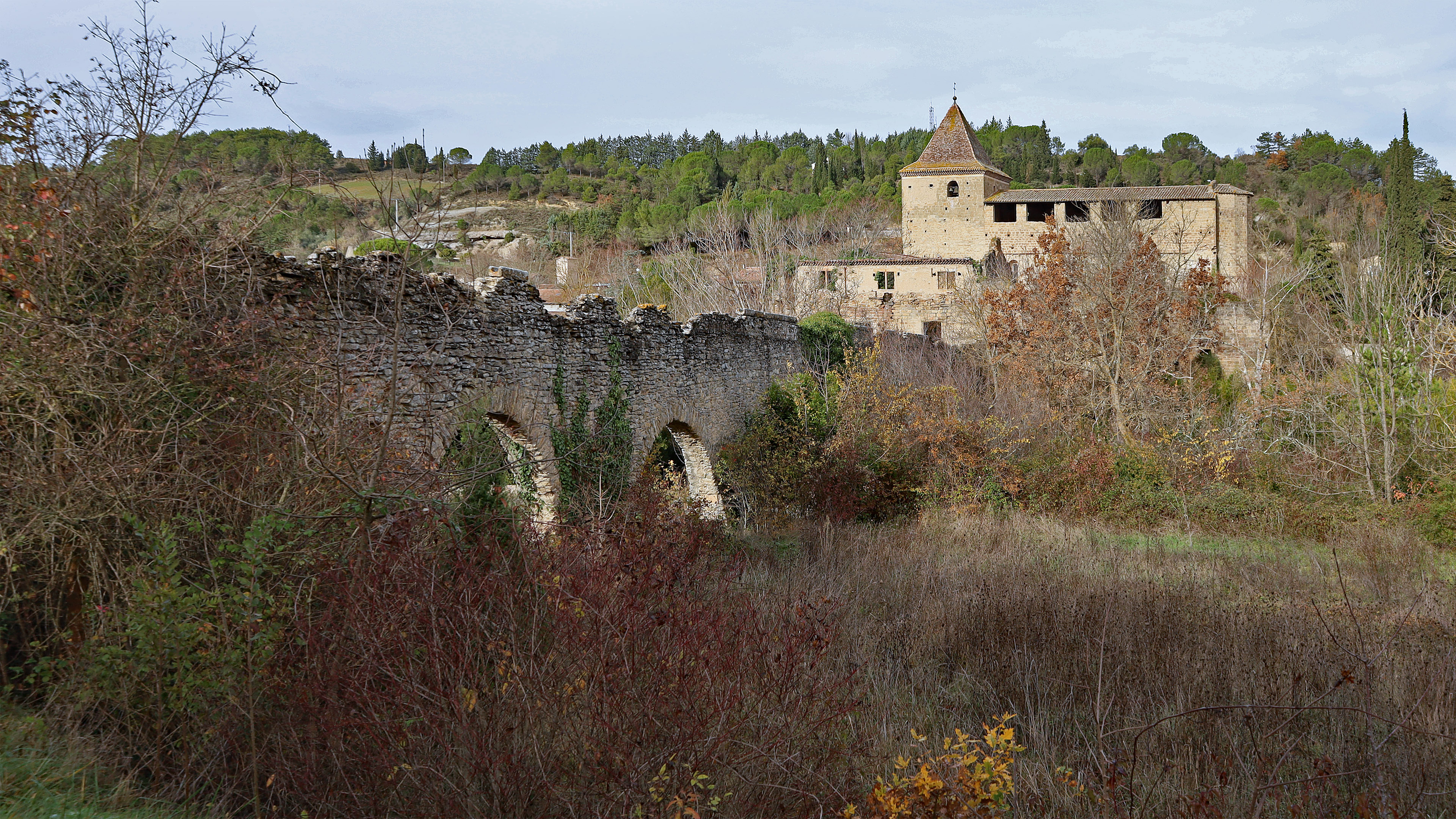
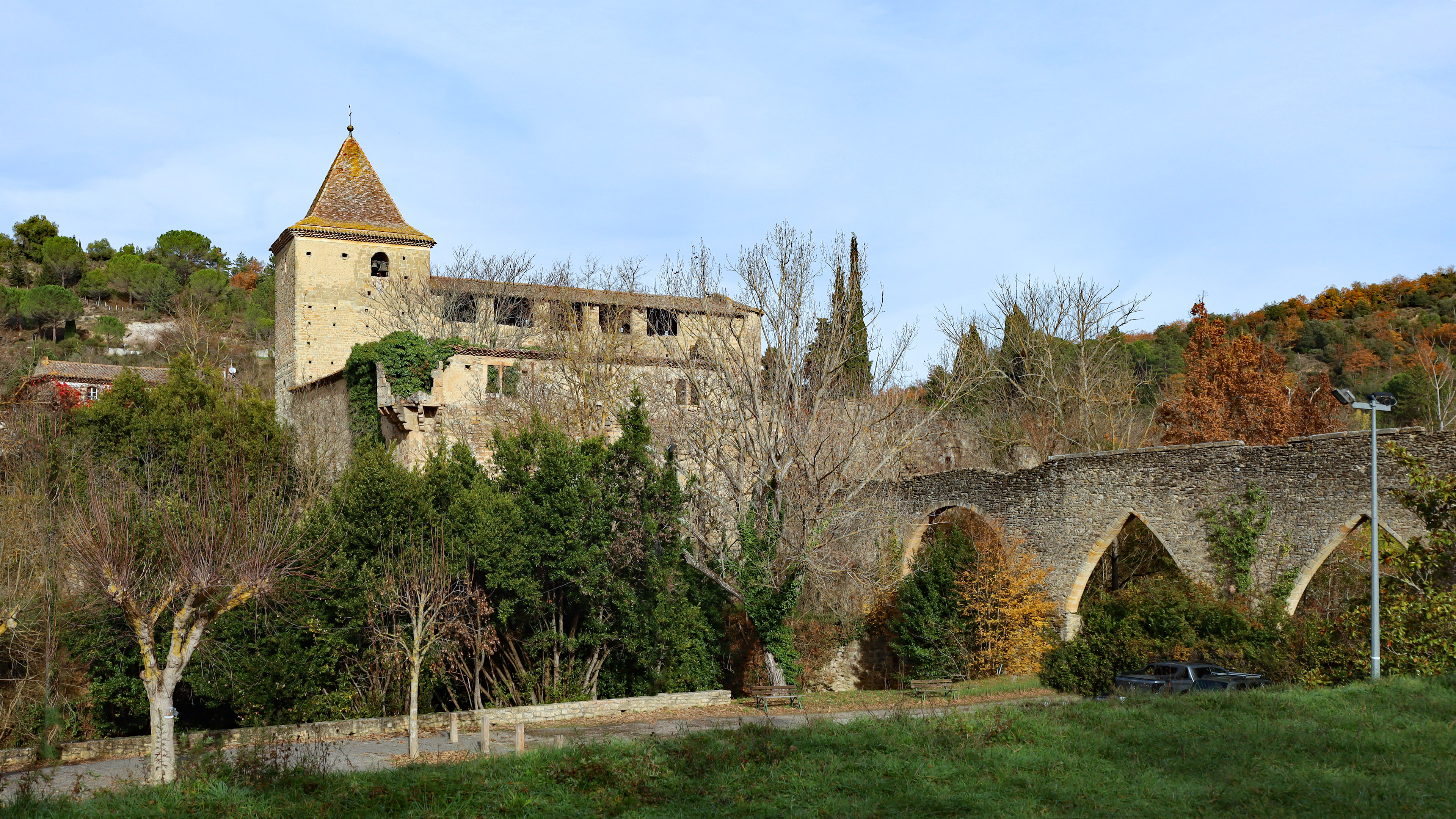

### Milieux naturels et biodiversité

#### Réseau Natura 2000

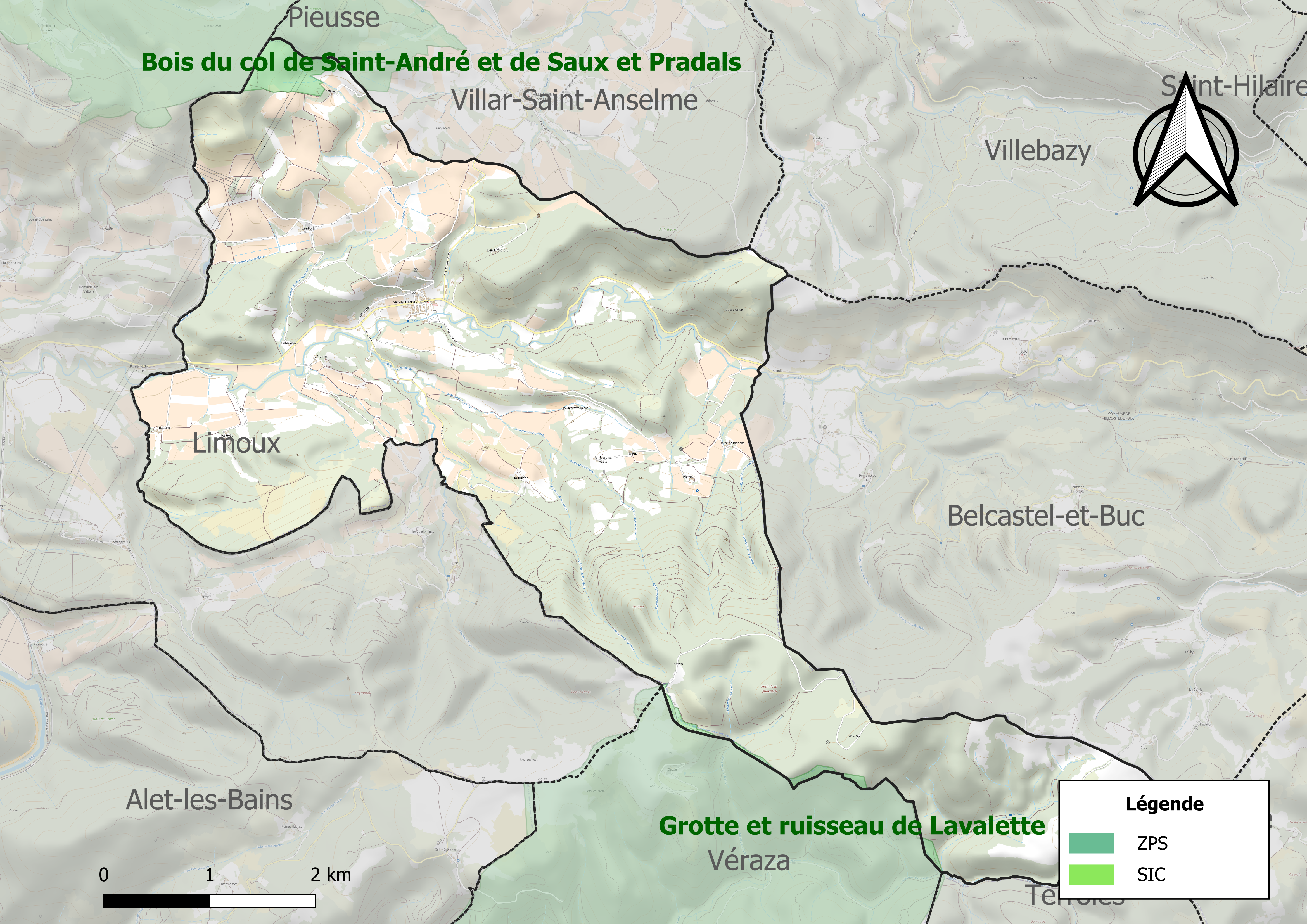
Sites Natura 2000 sur le territoire communal.

Le réseau Natura 2000 est un réseau écologique européen de sites naturels d'intérêt écologique élaboré à partir des directives habitats et oiseaux, constitué de zones spéciales de conservation (ZSC) et de zones de protection spéciale (ZPS).
Un site Natura 2000 a été défini sur la commune au titre  de la directive oiseaux : les « hautes Corbières », d'une superficie de 28 398 ha, accueillant une avifaune riche et diversifiée : rapaces tels que les Busards, l'Aigle Royal, le Circaète Jean-le-Blanc, qui trouvent sur place des conditions favorables à la nidification et à leur alimentation du fait de l'importance des milieux ouverts.

#### Zones naturelles d'intérêt écologique, faunistique et floristique
L’inventaire des zones naturelles d'intérêt écologique, faunistique et floristique (ZNIEFF) a pour objectif de réaliser une couverture des zones les plus intéressantes sur le plan écologique, essentiellement dans la perspective d’améliorer la connaissance du patrimoine naturel national et de fournir aux différents décideurs un outil d’aide à la prise en compte de l’environnement dans l’aménagement du territoire.
Une ZNIEFF de type 1 est recensée sur la commune :
le « bois du col de Saint-André et de Saux et Pradals » (1 290 ha), couvrant 7 communes du département et une ZNIEFF de type 2, : 
les « Corbières occidentales » (59 005 ha), couvrant 66 communes du département.

Carte des ZNIEFF de type 1 et 2 à Saint-Polycarpe.
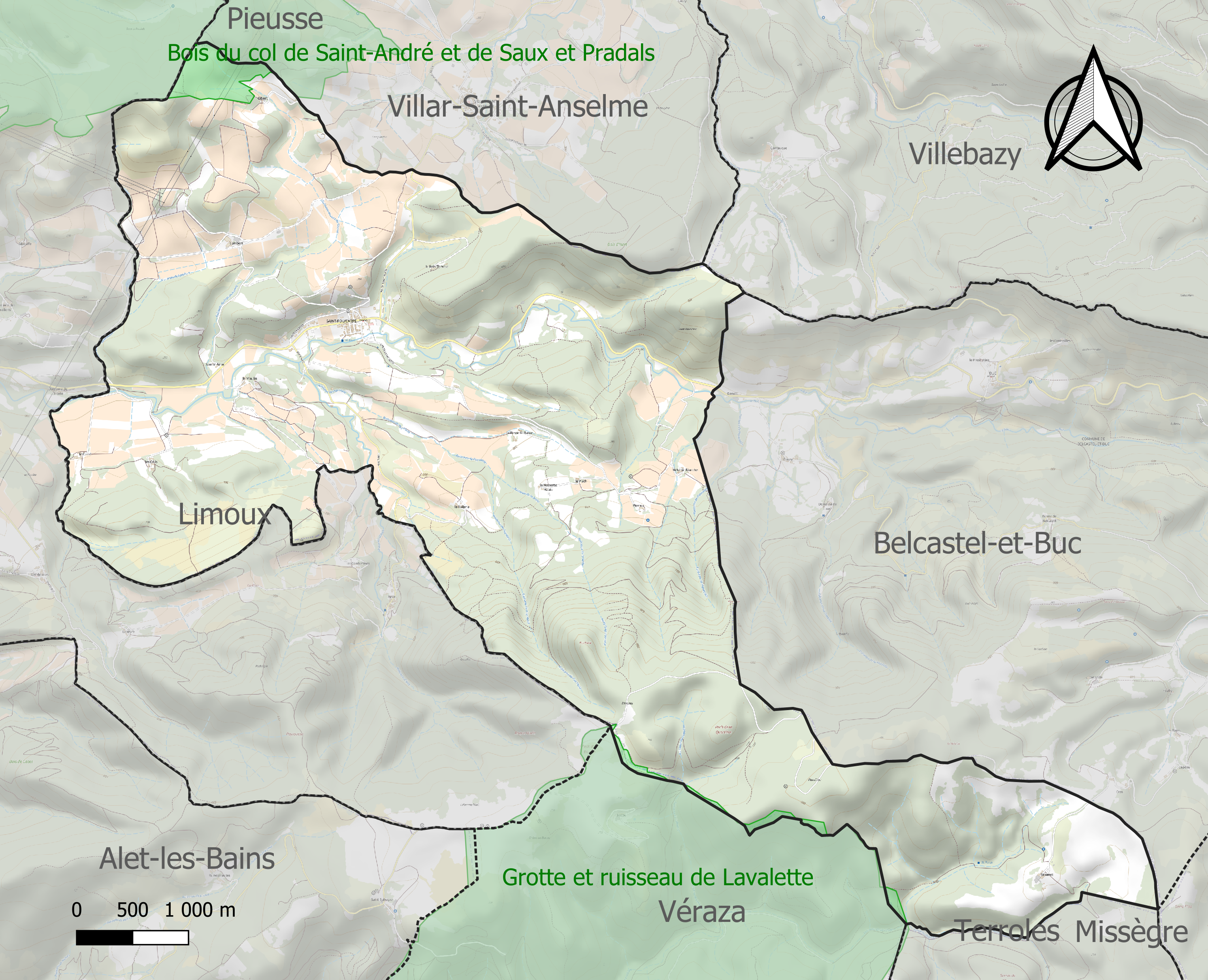
Carte de la ZNIEFF de type 1 sur la commune.
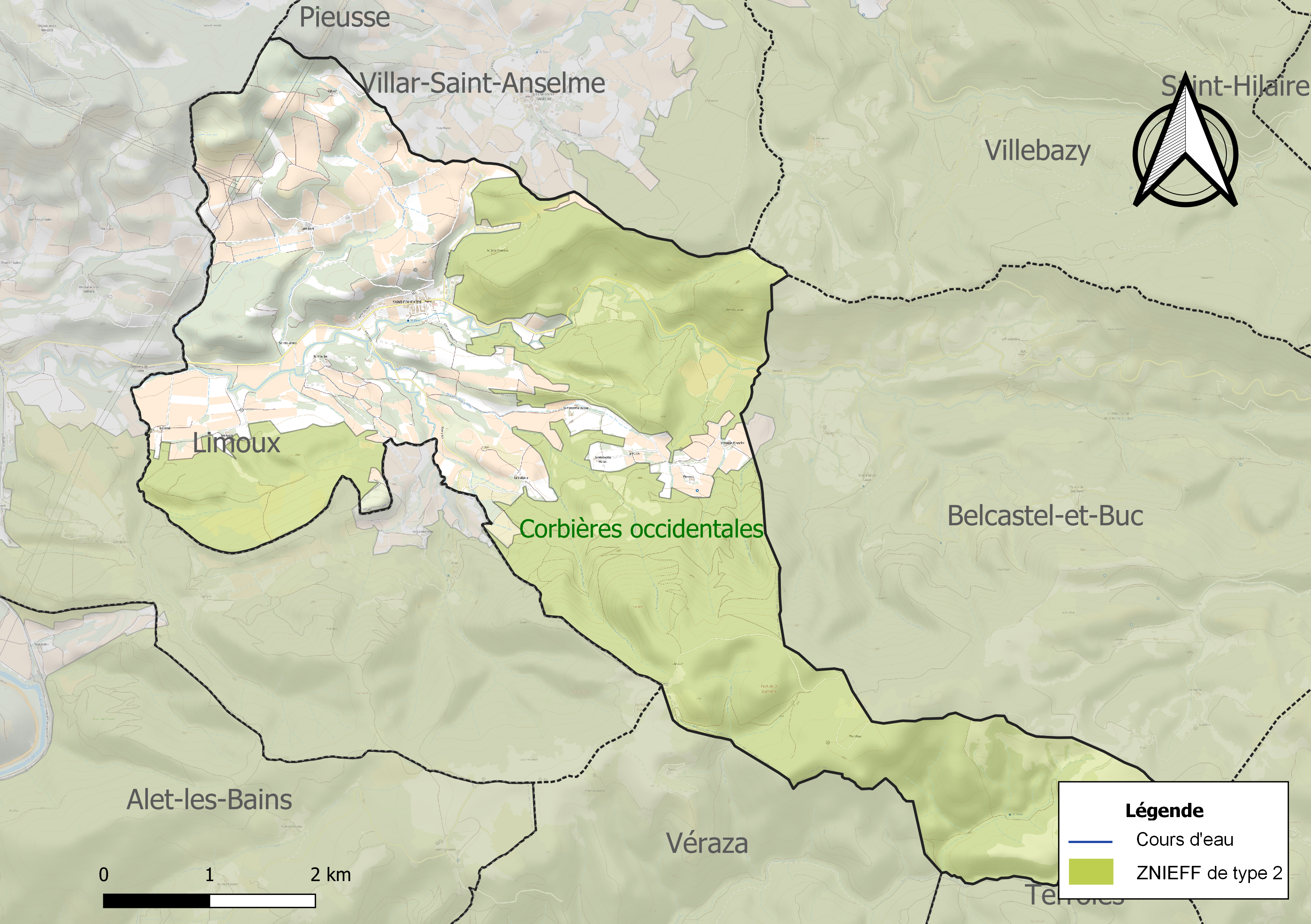
Carte de la ZNIEFF de type 2 sur la commune.

## Urbanisme

### Typologie
Au 1er janvier 2024, Saint-Polycarpe est catégorisée commune rurale à habitat très dispersé, selon la nouvelle grille communale de densité à 7 niveaux définie par l'Insee en 2022.
Elle est située hors unité urbaine. Par ailleurs la commune fait partie de l'aire d'attraction de Limoux, dont elle est une commune de la couronne,. Cette aire, qui regroupe 39 communes, est catégorisée dans les aires de moins de 50 000 habitants,.

### Occupation des sols
L'occupation des sols de la commune, telle qu'elle ressort de la base de données européenne d’occupation biophysique des sols Corine Land Cover (CLC), est marquée par l'importance des forêts et milieux semi-naturels (54,4 % en 2018), une proportion identique à celle de 1990 (54,4 %). La répartition détaillée en 2018 est la suivante : 
forêts (48,5 %), cultures permanentes (41,3 %), milieux à végétation arbustive et/ou herbacée (5,9 %), prairies (4,1 %), zones agricoles hétérogènes (0,2 %). L'évolution de l’occupation des sols de la commune et de ses infrastructures peut être observée sur les différentes représentations cartographiques du territoire : la carte de Cassini (XVIIIe siècle), la carte d'état-major (1820-1866) et les cartes ou photos aériennes de l'IGN pour la période actuelle (1950 à aujourd'hui).

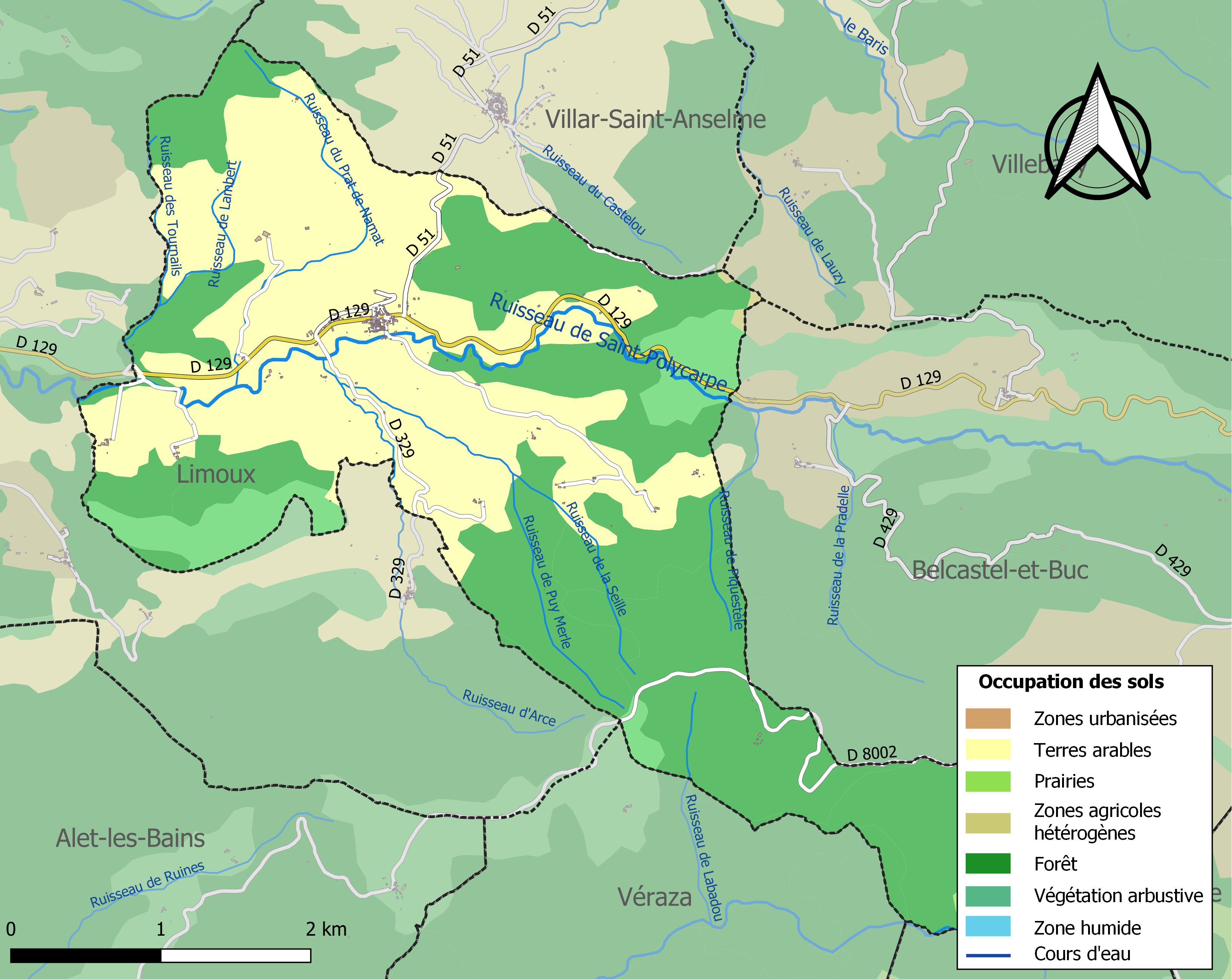
Carte des infrastructures et de l'occupation des sols de la commune en 2018 (CLC).

### Risques majeurs
Le territoire de la commune de Saint-Polycarpe est vulnérable à différents aléas naturels : météorologiques (tempête, orage, neige, grand froid, canicule ou sécheresse), feux de forêts et séisme (sismicité faible). Il est également exposé à un risque particulier : le risque de radon. Un site publié par le BRGM permet d'évaluer simplement et rapidement les risques d'un bien localisé soit par son adresse soit par le numéro de sa parcelle.

#### Risques naturels

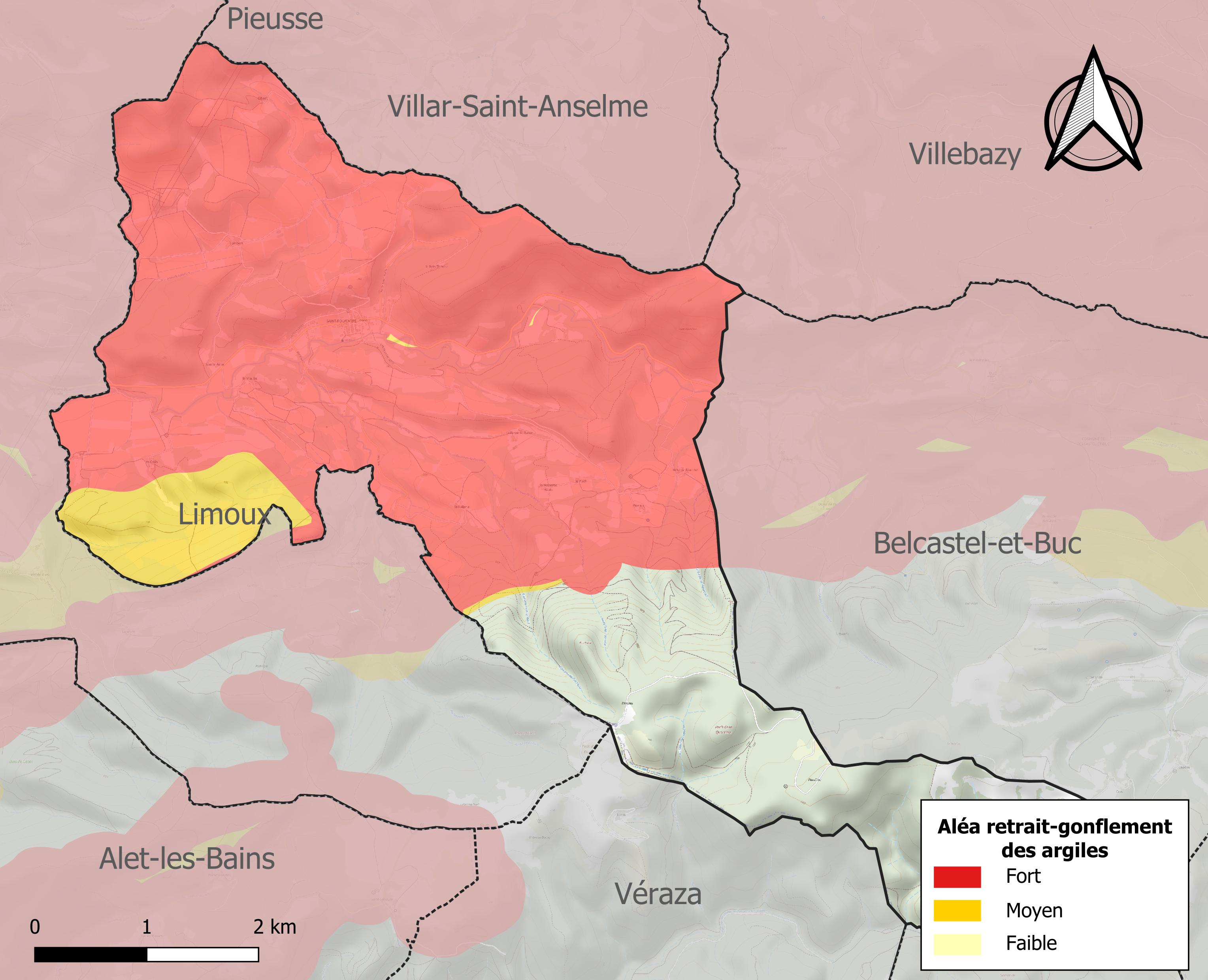
Carte des zones d'aléa retrait-gonflement des sols argileux de Saint-Polycarpe.

Le retrait-gonflement des sols argileux est susceptible d'engendrer des dommages importants aux bâtiments en cas d’alternance de périodes de sécheresse et de pluie. 72,8 % de la superficie communale est en aléa moyen ou fort (75,2 % au niveau départemental et 48,5 % au niveau national). Sur les 126 bâtiments dénombrés sur la commune en 2019, 123 sont en aléa moyen ou fort, soit 98 %, à comparer aux 94 % au niveau départemental et 54 % au niveau national. Une cartographie de l'exposition du territoire national au retrait gonflement des sols argileux est disponible sur le site du BRGM,.

#### Risque particulier
Dans plusieurs parties du territoire national, le radon, accumulé dans certains logements ou autres locaux, peut constituer une source significative d’exposition de la population aux rayonnements ionisants. Certaines communes du département sont concernées par le risque radon à un niveau plus ou moins élevé. Selon la classification de 2018, la commune de Saint-Polycarpe est classée en zone 2, à savoir zone à potentiel radon faible mais sur lesquelles des facteurs géologiques particuliers peuvent faciliter le transfert du radon vers les bâtiments.

## Histoire
Fondé en 783 par Attala, un noble espagnol ayant fui son pays envahi par les musulmans, Saint-Polycarpe était en ses débuts, un monastère bénédictin entouré de quelques maisons et vignobles. Polycarpe était un évêque d'Izmir, alors appelée Smyrne, en Turquie. Étymologiquement, son nom signifie "qui a beaucoup de fruits". Les moines du village le priaient pour guérir de la folie ; dans son pays d'origine, on l'invoquait pour améliorer les récoltes.

## Politique et administration

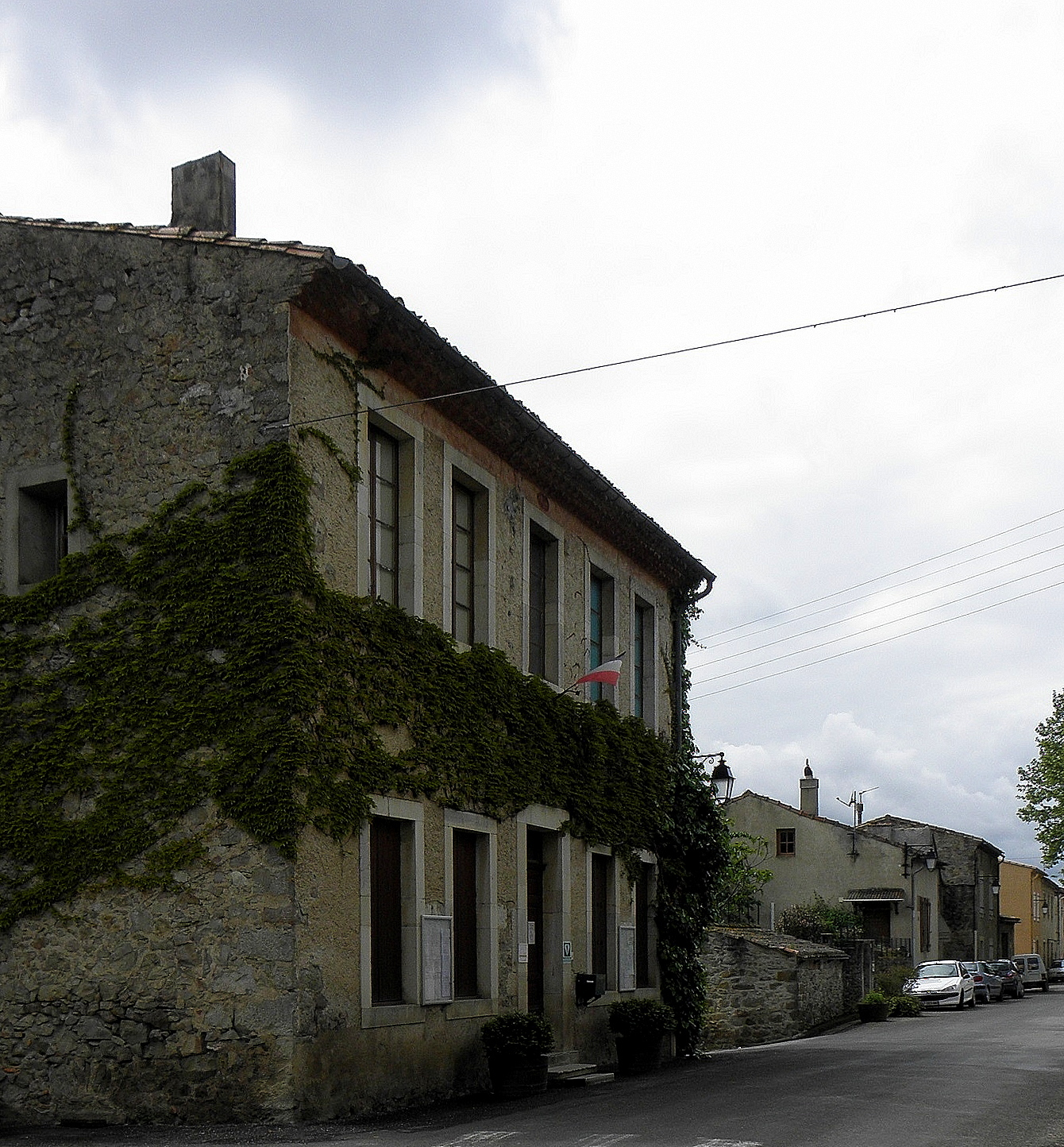
La mairie de Saint-Polycarpe.

| Période                                  | Période | Identité      | Étiquette | Qualité |
| ---------------------------------------- | ------- | ------------- | --------- | ------- |
| mars 2008                                | 2014    | Achille Gayda |           |         |
| mars 2001                                | 2008    | Achille Gayda |           |         |
| juin 1995                                | 2001    | Achille Gayda |           |         |
| Les données manquantes sont à compléter. |         |               |           |         |

## Démographie
L'évolution du nombre d'habitants est connue à travers les recensements de la population effectués dans la commune depuis 1793. Pour les communes de moins de 10 000 habitants, une enquête de recensement portant sur toute la population est réalisée tous les cinq ans, les populations de référence des années intermédiaires étant quant à elles estimées par interpolation ou extrapolation. Pour la commune, le premier recensement exhaustif entrant dans le cadre du nouveau dispositif a été réalisé en 2007.

En 2022, la commune comptait 160 habitants, en évolution de +11,11 % par rapport à 2016 (Aude : +2,65 %, France hors Mayotte : +2,11 %).
| 1793 | 1800 | 1806 | 1821 | 1831 | 1836 | 1841 | 1846 | 1851 |
| ---- | ---- | ---- | ---- | ---- | ---- | ---- | ---- | ---- |
| 350  | 186  | 242  | 324  | 300  | 271  | 247  | 376  | 337  |

| 1856 | 1861 | 1866 | 1872 | 1876 | 1881 | 1886 | 1891 | 1896 |
| ---- | ---- | ---- | ---- | ---- | ---- | ---- | ---- | ---- |
| 340  | 341  | 297  | 304  | 307  | 332  | 321  | 275  | 247  |

| 1901 | 1906 | 1911 | 1921 | 1926 | 1931 | 1936 | 1946 | 1954 |
| ---- | ---- | ---- | ---- | ---- | ---- | ---- | ---- | ---- |
| 277  | 290  | 307  | 274  | 269  | 252  | 252  | 215  | 208  |

| 1962 | 1968 | 1975 | 1982 | 1990 | 1999 | 2006 | 2007 | 2012 |
| ---- | ---- | ---- | ---- | ---- | ---- | ---- | ---- | ---- |
| 170  | 158  | 175  | 188  | 200  | 185  | 173  | 171  | 147  |

| 2017 | 2022 | - | - | - | - | - | - | - |
| ---- | ---- | - | - | - | - | - | - | - |
| 147  | 160  | - | - | - | - | - | - | - |

## Économie

### Emploi
| Division       | 2008   | 2013   | 2018   |
| -------------- | ------ | ------ | ------ |
| Commune        | 9,5 %  | 16,9 % | 12,9 % |
| Département    | 10,2 % | 12,8 % | 12,6 % |
| France entière | 8,3 %  | 10 %   | 10 %   |

En 2018, la population âgée de 15 à 64 ans s'élève à 83 personnes, parmi lesquelles on compte 72,9 % d'actifs (60 % ayant un emploi et 12,9 % de chômeurs) et 27,1 % d'inactifs,. En  2018, le taux de chômage communal (au sens du recensement) des 15-64 ans est supérieur à celui de la France et du département, alors qu'il était inférieur à celui du département en 2008.
La commune fait partie de la couronne de l'aire d'attraction de Limoux, du fait qu'au moins 15 % des actifs travaillent dans le pôle,. Elle compte 41 emplois en 2018, contre 47 en 2013 et 45 en 2008. Le nombre d'actifs ayant un emploi résidant dans la commune est de 53, soit un indicateur de concentration d'emploi de 77,2 % et un taux d'activité parmi les 15 ans ou plus de 49,6 %.
Sur ces 53 actifs de 15 ans ou plus ayant un emploi, 22 travaillent dans la commune, soit 41 % des habitants. Pour se rendre au travail, 87 % des habitants utilisent un véhicule personnel ou de fonction à quatre roues, 3,7 % s'y rendent en deux-roues, à vélo ou à pied et 9,3 % n'ont pas besoin de transport (travail au domicile).

### Activités hors agriculture
13 établissements sont implantés  à Saint-Polycarpe au 31 décembre 2019.
Le secteur du commerce de gros et de détail, des transports, de l'hébergement et de la restauration est prépondérant sur la commune puisqu'il représente 30,8 % du nombre total d'établissements de la commune (4 sur les 13 entreprises implantées  à Saint-Polycarpe), contre 32,3 % au niveau départemental.

### Agriculture
La commune est dans la « Région viticole » de l'Aude, une petite région agricole occupant une grande partie centrale du département, également dénommée localement « Corbeilles Minervois et Carcasses-Limouxin ». En 2020, l'orientation technico-économique de l'agriculture  sur la commune est la viticulture.
|               | 1988 | 2000 | 2010 | 2020 |
| ------------- | ---- | ---- | ---- | ---- |
| Exploitations | 26   | 12   | 11   | 16   |
| SAU (ha)      | 425  | 284  | 283  | 599  |

Le nombre d'exploitations agricoles en activité et ayant leur siège dans la commune est passé de 26 lors du recensement agricole de 1988  à 12 en 2000 puis à 11 en 2010 et enfin à 16 en 2020, soit une baisse de 38 % en 32 ans. Le même mouvement est observé à l'échelle du département qui a perdu pendant cette période 60 % de ses exploitations,. La surface agricole utilisée sur la commune a quant à elle augmenté, passant de 425 ha en 1988 à 599 ha en 2020. Parallèlement la surface agricole utilisée moyenne par exploitation a augmenté, passant de 16 à 37 ha.

## Culture locale et patrimoine

### Lieux et monuments

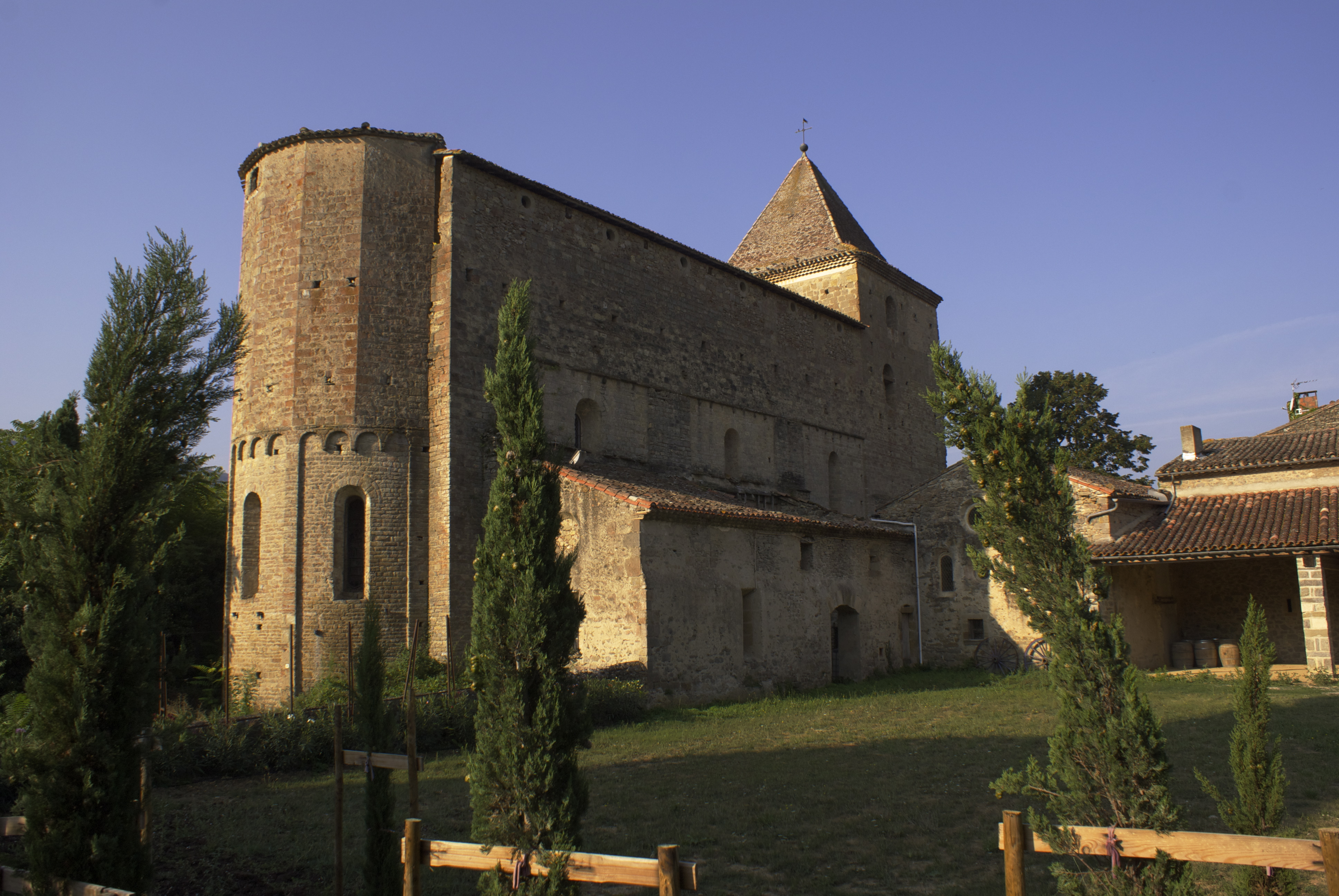
L'abbatiale Saint-Polycarpe.
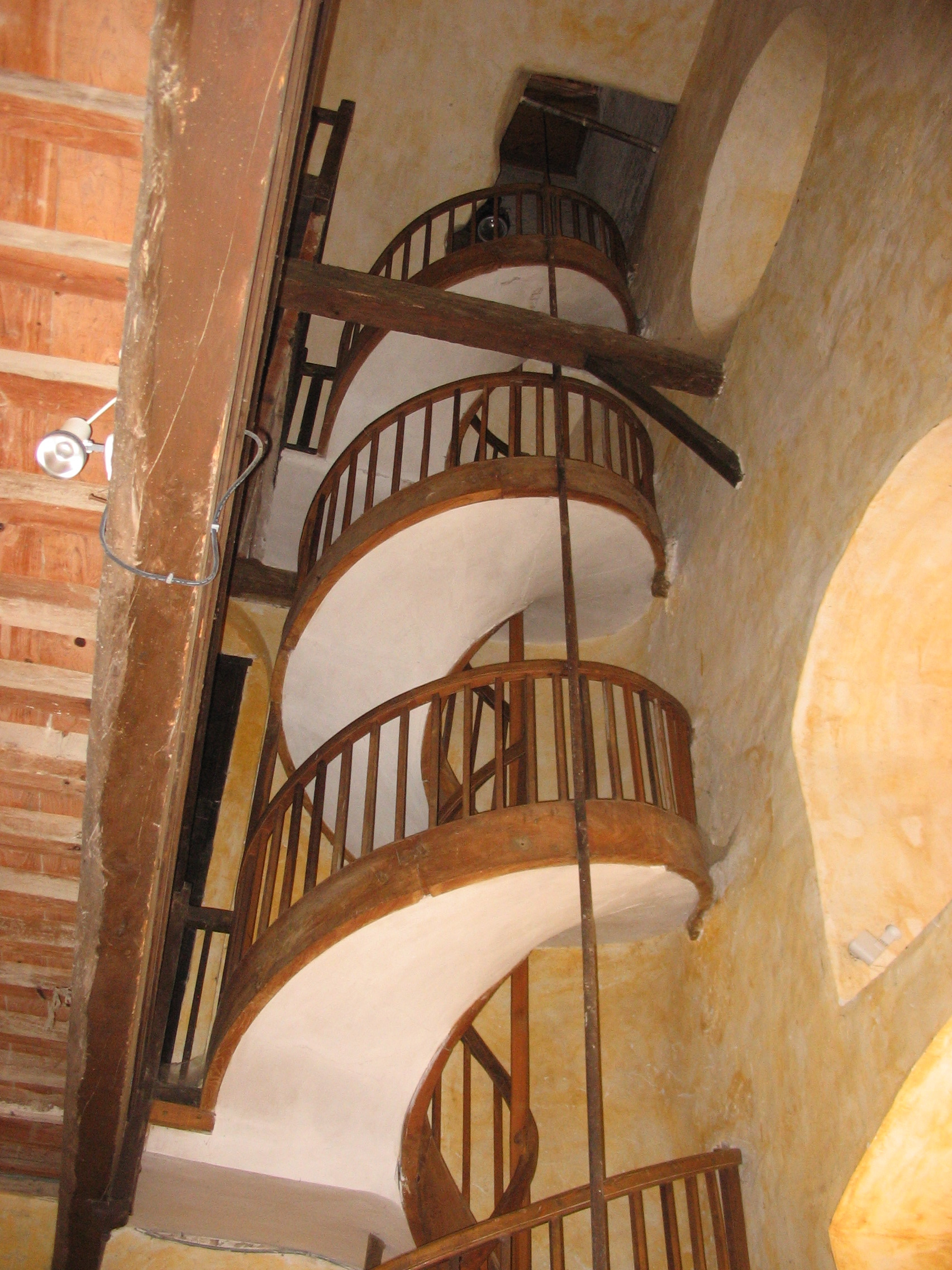
Escalier du clocher de l'église de Saint-Polycarpe (Aude).
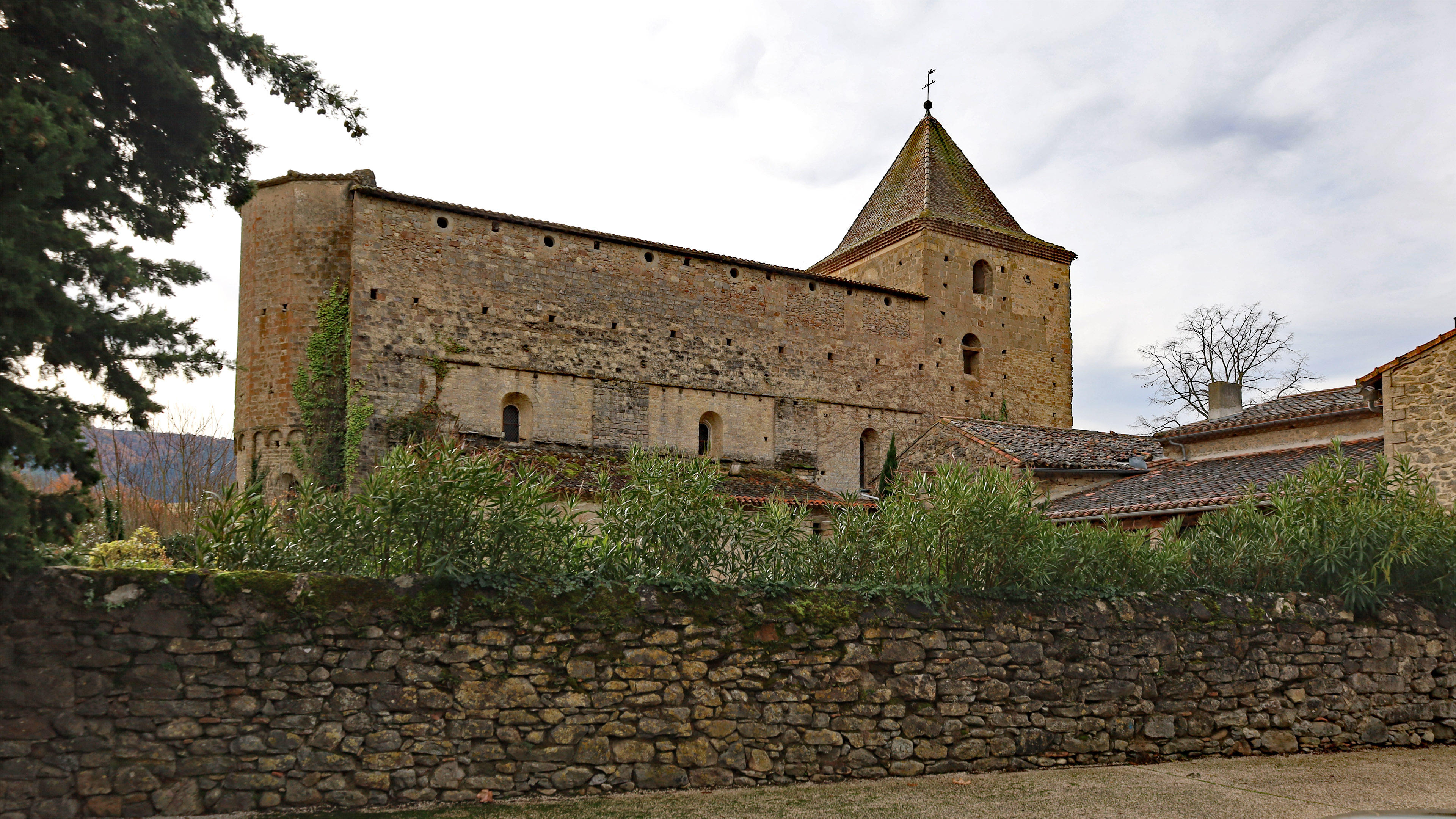
L'église.

- Église de la Purification, ancienne abbatiale Notre-Dame.

L'édifice a été classé au titre des monuments historiques en 1913.
De style roman fortifié, l'église est massive, peu ornée extérieurement. Le vestibule d'entrée contient l'escalier vertigineux qui mène au clocher. Les voûtes de l'église sont décorées de fresques romanes.
- Abbaye de Saint-Polycarpe.
- Aqueduc de l'abbaye.

### Personnalités liées à la commune
- Antoine Dax, chanoine et préchantre d’Alet, abbé de Saint-Polycarpe. Nommé le 26 septembre 1564 évêque d’Alet, il vivait encore en 1571[36]. Il présida l'assemblée du 2 novembre 1569 des États de Languedoc[37].
- Paul Dax, abbé de Saint-Polycarpe de 1570 à 1615, archidiacre d'Alet, aumônier du roi Henri III[38].

### Héraldique
| Blason de Saint-Polycarpe | Blason  | D'or à une anille de sable.                      |
| Blason de Saint-Polycarpe | Détails | Le statut officiel du blason reste à déterminer. |